# Диоскурид (военачальник)
Диоскурид (др.-греч. Διοσκουρίδης) — племянник и наварх Антигона.
В античных источниках содержатся сведения об успешном командовании Диоскурида флотом в Эгейском море, что позволило Антигону упрочить власть в регионе и создать Островную Лигу.

## Биография
Диоскурид принадлежал аристократической македонской династии, самым влиятельным представителем которой был Антигон. Диоскорид был одним из племянников Антигона. Диоскурид мог быть сыном Полемея, либо другого брата или сестры Антигона, имени которых не сохранилось.
Впервые имя Диоскурида упоминается в источниках при описании событий 315/314 года до н. э. Он привел 80 кораблей из Геллеспонта и Родоса на помощь Антигону, когда тот осаждал поддерживающий правителя Египта Птолемея финикийский город Тир. Затем Диоскурид с флотом из 190 судов был направлен в Эгеиду для защиты союзников и с целью привлечения населения островов, державшихся нейтралитета, на сторону Антигона. По всей видимости, Диоскуриду сопутствовал успех, что привело к созданию Островной Лиги.
В 314 году до н. э. к Лемносу приплыли двадцать афинских кораблей под командованием наварха Аристотеля, к которым присоединился флот Птолемея под командованием Селевка. Союзники предприняли попытку склонить лемносцев к восстанию против Антигона, однако она окончилась неудачей. Тогда столица Лемноса была взята в осаду, а окрестности подверглись разорению. Но впоследствии Селевк отплыл к Косу, о чём узнал Диоскурид. Племянник Антигона совершил стремительное нападение, окончившееся захватом большей части афинских судов и пленением их команды.
После этого какая-либо информация о дальнейшей судьбе Диоскурида отсутствует. Он мог умереть молодым, либо погибнуть во время неудачного восстания своего брата или кузена Полемея.